# شاهزاده نیکلاس یونان و دانمارک
شاهزاده نیکلاس یونان و دانمارک (به یونانی: Πρίγκιπας Νικόλαος της Ελλάδας και της Δανίας) (۲۲ ژانویه ۱۸۷۲–۶ فوریه ۱۹۳۸) فرزند چهارم و سومین پسر جرج یکم یونان و همسرش اولگا کنستانتینوای روسیه بود.